# Klafter- und Fringsklafterbachtal
Das Naturschutzgebiet Klafter- und Fringsklafterbachtal liegt im Gemeindegebiet Simmerath in der Nähe von Simonskall.

## Beschreibung
Die Quellgebiete sind Quellsümpfe mit Milzkrautbestand. Die kleinen Bäche sind naturnah und weisen eine quelltypische Vegetation auf. Sie fließen durch Fichtenforste und einen holunderreichen Vorwald. Sie stellen ein Verbundsystem zur Kall dar. Geplant ist, den Fichtenbestand zu Gunsten von Laubbäumen zu reduzieren.

## Schutzzweck
Geschützt werden sollen die Lebensräume für auf der Roten Liste der gefährdete Pflanzen, Pilze und Tiere in NRW stehende Arten.  Folgende geschützte Biotoptypen sind in diesem Gebiet anzutreffen: Quellen, Nass- und Feuchtgrünland, naturnahe unverbaute Bachabschnitte.